# Marc Fressoz
Pour les articles homonymes, voir Fressoz.
Marc Fressoz, né en 1969, est un journaliste économique français, spécialisé dans les transports, notamment ferroviaires.

## Biographie
Fils de Roger Fressoz, et frère de la journaliste Françoise Fressoz, Marc Fressoz est diplômé du Centre de formation des journalistes en 1994. Il a travaillé notamment pour La Lettre de l’Expansion et des publications spécialisées dans les transports notamment La Vie du Rail où il est resté jusqu'en 2005. Il publie également des articles sur les sites web Bakchich et Atlantico.